# Forêt de Belgrad
La forêt de Belgrad est une forêt naturelle mixte de feuillus qui se situe dans les environs immédiats d’Istanbul en Turquie.

## Caractéristiques
Se déployant sur quelque 5 500 hectares, la forêt s'étend entre les districts de Sarıyer et Eyüp. On y remarque des petits réservoirs historiques. L'arbre le plus courant est le chêne rouvre. Le nom Belgrad vient des bûcherons Serbes qui vivaient jadis dans un village (aujourd'hui abandonné) au cœur de la forêt après que des milliers de Serbes ont été déportés à la suite du siège de Belgrade de 1521
,.